# Austrosciapus magus
Austrosciapus magus är en tvåvingeart som beskrevs av Daniel J. Bickel 1994. Austrosciapus magus ingår i släktet Austrosciapus och familjen styltflugor. Inga underarter finns listade i Catalogue of Life.